# Walter von Boetticher
Pour les articles homonymes, voir Boetticher.
Walter von Boetticher, né le 11 décembre 1853 à Riga et mort le 3 juillet 1945 à Radebeul, est un historien, généalogiste et médecin allemand.

## Biographie
Il est le fils de l'historien d'art Friedrich von Boetticher (1826-1902) . Après avoir fréquenté le lycée Sainte-Croix de Dresde, il étudie la médecine à Würzburg, Marburg et Jena de 1873 à 1877 et obtient son doctorat en 1878 (Dissertation "Sur l'inhibition réflexe"). Il travaille comme médecin généraliste à Bertelsdorf, Stolpen et Göda.
Ses premières ouvrages consacrés à l'histoire régionale remontent à cette époque. Après son déménagement à Bautzen en 1905, Boetticher se concentre exclusivement sur la recherche historique. Il part pour Dresde en 1908, puis pour Oberlößnitz en 1912 , qui fait maintenant partie de Radebeul. Il y achète la villa construite par l'architecte Oswald Haenel, décédé l'année précédente.
Boetticher publie de nombreux essais sur l'histoire de la Haute-Lusace et de sa noblesse. Entre 1912 et 1923, son Histoire de la noblesse de Haute-Lusace et de ses domaines 1635-1815, est publiée en quatre volumes.
En 1904, Walter von Boetticher est inscrit dans le Registre de la noblesse saxonne, en 1905, il est nommé membre honoraire de la Société des sciences de Haute-Lusace. En 1929, en plus de son doctorat en médecine, il devient docteur honoris causa de l'Université de Breslau. En plus d'autres récompenses et médailles, En 1943, il reçoit la médaille Goethe pour l'art et la science. Depuis 1907, il est Chevalier d'honneur du Grand bailliage de Brandebourg.
En 1952, son fils Friedrich von Boetticher lègue à l'institut Herder de Marbourg la Collection Boetticher , comprenant 230 titres, parfois en plusieurs volumes, de la bibliothèque originale, y compris l'ensemble du magazine de Haute-Lusace en 25 volumes depuis 1768, ainsi que le Nouveau Magazine de Haute-Lusace de 1822 à 1941.
Walter von Boetticher repose au cimetière municipal de Bautzen. Il était marié à Isabella Wippermann (1859-1943), fille du propriétaire terrien Hermann Anton Wippermann à Weddelbrook, avec qui il eut quatre enfants.

## Œuvres et essais
- Nachrichten über die Familie von Boetticher. Kurländische Linie. 1891
- Die Schloßkapelle zu Bautzen. In: Neues Lausitzisches Magazin. vol.70, 1894, pp. 25 et suiv.
- Stammbücher im Besitz oberlausitzischer Bibliotheken. Sonderdruck aus: Berlin Sittenfeld, Vierteljahresschrift 1896
- Beiträge zur Geschichte des Franziskanerklosters zu Kamenz. Kamenz 1896
- Die Rügengerichte auf den Ortschaften des Domstifts St. Petri zu Bautzen. In: Festschrift zum 70. Geburtstag von Friedrich Heinrich von Boetticher. Monse 1896
- Die Rügengerichte in Görlitz und Löbau. In: Neues Lausitzisches Magazin. vol.73, 1897, pp. 202–247
- Ernst Theodor Stöckhardt (de). In: Leopoldina. Heft 34, 1898, pp. 88–91
- Stammbuchblätter Oberlausitzischer Gelehrter vorzugsweise des 17. Jahrhunderts. Sonderdruck aus Neues Lausitzisches Magazin. 1898
- Freikäufe oberlausitzischer Dörfer. Sonderdruck aus Neues Lausitzisches Magazin. 1899
- Geschichte des Oberlausitzischen Adels und seiner Güter 1635–1815. 4 Bände, 1912–1923 (Digitalisat)
- Zigeuner in Bautzen und Umgebung. In: Bautzener Geschichtshefte. vol.3, Heft 1, 1925, pp. 31–35
- Der Adel des Görlitzer Weichbildes um die Wende des 14. und 15. Jahrhunderts. In: Neues Lausitzisches Magazin. vol.104, 1928, pp. 1–304
- Der Görlitzer Schriftsteller Johann Friedrich Dietrich (de). In: Neues Lausitzisches Magazin. vol.109, 1933, pp. 199–212